# 小平和一朗
小平 和一朗（こだいら かずいちろう、1947年 - ）は日本の企業家。エンジニアリングによるブランディングを提唱。株式会社イー・ブランド21代表取締役。日本開発工学会理事・運営委員会。研究イノベーション学会。

## 経歴
- 1947年 - 栃木県小山市に生まれる
- 1966年 - 栃木県立栃木高等学校を卒業
- 1970年 - 芝浦工業大学電子工学科を卒業
- 1970年 - 大倉電気株式会社に入社
- 2002年 - 丸紅ネットワークシステムズの技術部長に就任
- 2004年 - 株式会社イー・ブランド21を設立し代表取締役に就任
- 2005年 - 芝浦工業大学大学院工学マネジメント研究科を修了
- 2007年 - 芝浦工業大学大学院工学研究科修了。学術博士。
- 2008年 - 芝浦工業大学大学院工学マネジメント研究科の非常勤講師に就任
- 2008年 - 電気通信大学技術経営実践スクールの講師に就任
- 2009年 - 一般社団法人日本MOT振興協会の事務局長[1]に就任
- 2012年 - 一般財団法人アーネスト育成財団の専務理事[2]に就任
- 2014年 - 東京経済大学技術経営実践スクール講師（2014年、2015年）

## 著書
- 『エンジニアリング・ブランディングのすすめ』日刊工業新聞社、2018年2月26日。ASIN 4526078093。ISBN 978-4-526-07809-5。 NCID BB25890816。OCLC 1025277536。全国書誌番号:23025989。
- 『日本的グローバル化経営実践のすすめ』芙蓉書房出版、2016年9月12日。ASIN 4829506903。ISBN 978-4-8295-0690-5。 NCID BB22269430。OCLC 960843656。全国書誌番号:22793078。